# Скорпіон I
Скорпіон I — фараон так званої 00 династії. Перший єгипетський володар, ім'я якого залишилося в історії.

## Життєпис
Був фараоном додинастичного Єгипту, так званої конфедерації з центром у Чені (давньогр. Тініс) та/або Абджу (давньогр. Абідос). Правив близько 3300–3200 років до н. е., що відповідає фазам культури Накада — IIIa1 и IIIa2. Фараони того періоду включаються сучасними дослідниками до умовної 00 династії.
1988 року археологи в Умм ель-Каабі знайшли гробницю, ідентифіковану як гробницю Скорпіона I.